# Giacomo Modica
Giacomo Modica (Mazara del Vallo, 31 maggio 1964) è un allenatore di calcio ed ex calciatore italiano, di ruolo centrocampista, allenatore dell'Ħamrun Spartans.

## Carriera
Cresciuto nella Primavera del Palermo, dopo una carriera sportiva spesa tra diverse squadre di Serie B e Serie C1, soprattutto Messina e Palermo, ha lavorato come allenatore in seconda di Zdeněk Zeman per sei anni (seguendolo anche al Fenerbahçe) prima di allenare in prima persona.
Nel 2004 ha allenato il Cosenza, per poi allenare il Melfi nel 2006 e il Celano dal 2007, che ha condotto a un posto nei play-off promozione.
Il 17 gennaio 2012 diventa il nuovo allenatore del Lecco, in Seconda Divisione, subentrando a Maurizio Pellegrino. A fine stagione la squadra retrocede perdendo ai play-out contro il Mantova.
Per la stagione 2012-2013 torna a far parte dello staff tecnico di Zeman alla Roma, in qualità di collaboratore tecnico. Lascia la squadra giallorossa il 2 febbraio 2013, in seguito all'esonero del tecnico avvenuta dopo la sconfitta all'Olimpico contro il Cagliari. Lo stesso ruolo lo assume dal 2 luglio 2014, quando Zeman diventa l'allenatore del Cagliari.
L'11 aprile 2016, viene chiamato ad allenare L'Aquila Calcio al posto dell'esonerato Carlo Perrone.
Viene esonerato il 2 maggio 2016 con la squadra in lotta per i play out.
Dopo aver allenato brevemente il Mazara in Eccellenza siciliana, il 13 ottobre 2017 diventa il nuovo allenatore del Messina in Serie D.
Il 9 luglio 2018, viene chiamato come nuovo allenatore della Cavese in Serie C col quale raggiunge una tranquilla salvezza, poi, il successivo 28 maggio 2019 rescinde il contratto con gli aquilotti e in estate si accorda con la Vibonese.
Dopo una stagione fa ritorno alla Cavese ma l'11 novembre 2020 rassegna le dimissioni.
Subentrato a Marco Sesia sulla panchina del Casale nel dicembre 2021, abbandona la conduzione della squadra piemontese (militante in Serie D) il 27 febbraio 2022 dopo il pareggio contro il Saluzzo.
Nel luglio successivo ritorna alla Vibonese, club retrocesso in Serie D piazzandosi ottavo.
L'8 luglio 2023 viene nominato nuovo allenatore del Messina con cui si piazza quattordicesimo nel girone C di Serie C.
Confermato per la stagione successiva si dimette il 20 gennaio 2025, dopo il cambio di proprietà,  con il team al terz'ultimo posto.
Il 1 giugno 2025 viene annunciato come nuovo tecnico dell'Ħamrun Spartans, club campione di Malta.

## Statistiche

### Statistiche da allenatore
Statistiche aggiornate al 10 luglio  2025.
| Stagione            | Squadra         | Campionato      | Campionato | Campionato | Campionato | Campionato | Coppe nazionali | Coppe nazionali | Coppe nazionali | Coppe nazionali | Coppe nazionali | Coppe continentali | Coppe continentali | Coppe continentali | Coppe continentali | Coppe continentali | Altre coppe | Altre coppe | Altre coppe | Altre coppe | Altre coppe | Totale | Totale | Totale | Totale | % Vittorie | Piazzamento        |
| Stagione            | Squadra         | Comp            | G          | V          | N          | P          | Comp            | G               | V               | N               | P               | Comp               | G                  | V                  | N                  | P                  | Comp        | G           | V           | N           | P           | G      | V      | N      | P      | %          | Piazzamento        |
| ------------------- | --------------- | --------------- | ---------- | ---------- | ---------- | ---------- | --------------- | --------------- | --------------- | --------------- | --------------- | ------------------ | ------------------ | ------------------ | ------------------ | ------------------ | ----------- | ----------- | ----------- | ----------- | ----------- | ------ | ------ | ------ | ------ | ---------- | ------------------ |
| ott. 2004-2005      | Cosenza         | D               | 27         | 9          | 8          | 10         | CI-D            | -               | -               | -               | -               | -                  | -                  | -                  | -                  | -                  | -           | -           | -           | -           | -           | 27     | 9      | 8      | 10     | 33,33      | Sub., 8º           |
| lug.-nov. 2006      | Melfi           | C2              | 11         | 2          | 3          | 6          | CI+CI-C         | 1+2             | 0+1             | 0+1             | 1+0             | -                  | -                  | -                  | -                  | -                  | -           | -           | -           | -           | -           | 14     | 3      | 4      | 7      | 21,43      | Eson.              |
| 2007-2008           | Celano          | C2              | 34+4       | 15+1       | 8+2        | 11+1       | CI-C            | 4               | 2               | 0               | 2               | -                  | -                  | -                  | -                  | -                  | -           | -           | -           | -           | -           | 42     | 18     | 10     | 14     | 42,86      | 5º                 |
| 2008-2009           | Celano          | 2D              | 34         | 10         | 11         | 13         | CI+CI-LP        | 1+1             | 0+0             | 1+0             | 0+1             | -                  | -                  | -                  | -                  | -                  | -           | -           | -           | -           | -           | 36     | 10     | 12     | 14     | 27,78      | 11º                |
| 2009-2010           | Celano          | 2D              | 34         | 10         | 11         | 13         | CI-LP           | 4               | 0               | 0               | 4               | -                  | -                  | -                  | -                  | -                  | -           | -           | -           | -           | -           | 38     | 10     | 11     | 17     | 26,32      | 10º                |
| 2010-2011           | Celano          | 2D              | 30         | 6          | 7          | 17         | CI-LP           | 4               | 1               | 1               | 2               | -                  | -                  | -                  | -                  | -                  | -           | -           | -           | -           | -           | 34     | 7      | 8      | 19     | 20,59      | 13º                |
| Totale Celano       | Totale Celano   | Totale Celano   | 136        | 42         | 39         | 55         |                 | 14              | 3               | 2               | 9               |                    | -                  | -                  | -                  | -                  |             | -           | -           | -           | -           | 150    | 45     | 41     | 64     | 30,00      |                    |
| gen.-mag. 2012      | Lecco           | 2D              | 17+2       | 7          | 3+1        | 7+1        | CI-LP           | -               | -               | -               | -               | -                  | -                  | -                  | -                  | -                  | -           | -           | -           | -           | -           | 19     | 7      | 4      | 8      | 36,84      | Sub., 17º, (retr.) |
| apr.-mag. 2016      | L’Aquila        | LP              | 3          | 0          | 1          | 2          | CI+CI-LP        | -               | -               | -               | -               | -                  | -                  | -                  | -                  | -                  | -           | -           | -           | -           | -           | 3      | 0      | 1      | 2      | &0,00      | Sub., Eson.        |
| 2016-2017           | Mazara          | Ecc.            | 30         | 11         | 8          | 11         | CI-Ecc.         | 2               | 0               | 1               | 1               | -                  | -                  | -                  | -                  | -                  | -           | -           | -           | -           | -           | 32     | 11     | 9      | 12     | 34,38      | 9º                 |
| ott. 2017-2018      | Messina         | D               | 27         | 14         | 9          | 4          | CI-D            | -               | -               | -               | -               | -                  | -                  | -                  | -                  | -                  | -           | -           | -           | -           | -           | 27     | 14     | 9      | 4      | 51,85      | Sub., 6º           |
| 2018-2019           | Cavese          | C               | 36         | 11         | 14         | 11         | CI-C            | 2               | 1               | 0               | 1               | -                  | -                  | -                  | -                  | -                  | -           | -           | -           | -           | -           | 38     | 12     | 14     | 12     | 31,58      | 11º                |
| 2019-2020           | Vibonese        | C               | 30         | 9          | 12         | 9          | CI-C            | 2               | 1               | 0               | 1               | -                  | -                  | -                  | -                  | -                  | -           | -           | -           | -           | -           | 32     | 10     | 12     | 10     | 31,25      | 11º                |
| sett.-nov. 2020     | Cavese          | C               | 9          | 1          | 2          | 6          | -               | -               | -               | -               | -               | -                  | -                  | -                  | -                  | -                  | -           | -           | -           | -           | -           | 9      | 1      | 2      | 6      | 11,11      | Dimiss.            |
| Totale Cavese       | Totale Cavese   | Totale Cavese   | 45         | 12         | 16         | 17         |                 | 2               | 1               | 0               | 1               |                    | -                  | -                  | -                  | -                  |             | -           | -           | -           | -           | 47     | 13     | 16     | 18     | 27,66      |                    |
| dic. 2021-feb. 2022 | Casale          | D               | 8          | 3          | 1          | 4          | CI-D            | -               | -               | -               | -               | -                  | -                  | -                  | -                  | -                  | -           | -           | -           | -           | -           | 8      | 3      | 1      | 4      | 37,50      | Sub., Eson.        |
| 2022-2023           | Vibonese        | D               | 34         | 13         | 8          | 13         | CI-D            | 2               | 1               | 0               | 1               | -                  | -                  | -                  | -                  | -                  | -           | -           | -           | -           | -           | 36     | 14     | 8      | 14     | 38,89      | 8º                 |
| Totale Vibonese     | Totale Vibonese | Totale Vibonese | 64         | 22         | 20         | 22         |                 | 4               | 2               | 0               | 2               |                    | -                  | -                  | -                  | -                  |             | -           | -           | -           | -           | 68     | 24     | 20     | 24     | 35,29      |                    |
| 2023-2024           | Messina         | C               | 38         | 11         | 12         | 15         | CI-C            | 1               | 0               | 0               | 1               | -                  | -                  | -                  | -                  | -                  | -           | -           | -           | -           | -           | 39     | 11     | 12     | 16     | 28,21      | 14º                |
| 2024-gen. 2025      | Messina         | C               | 20         | 1          | 7          | 12         | CI-C            | 1               | 0               | 0               | 1               | -                  | -                  | -                  | -                  | -                  | -           | -           | -           | -           | -           | 21     | 1      | 7      | 13     | &4,76      | Dimiss.            |
| Totale Messina      | Totale Messina  | Totale Messina  | 85         | 26         | 28         | 31         |                 | 2               | 0               | 0               | 2               |                    | -                  | -                  | -                  | -                  |             | -           | -           | -           | -           | 87     | 26     | 28     | 33     | 29,89      |                    |
| 2025-2026           | Ħamrun Spartans | PL              | 0          | 0          | 0          | 0          | CM              | 0               | 0               | 0               | 0               | UCL                | 1                  | 0                  | 0                  | 1                  | -           | -           | -           | -           | -           | 1      | 0      | 0      | 1      | &0,00      |                    |
| Totale carriera     | Totale carriera | Totale carriera | 429        | 134        | 128        | 167        |                 | 27              | 6               | 5               | 16              |                    | -                  | -                  | -                  | -                  |             | -           | -           | -           | -           | 456    | 140    | 133    | 183    | 30,70      |                    |

## Palmarès

### Giocatore

#### Club

##### Competizioni nazionali
serie A maltese:1
Hamrum Spartan: 2024/25
- Serie C1: 1

Licata: 1986-1987
- Serie C2: 1

Ternana: 1996-1997